# Nhạn cánh ráp đuôi vuông
Nhạn cánh ráp đuôi vuông (danh pháp hai phần: Psalidoprocne nitens) là một loài chim thuộc họ Nhạn. Nhạn cánh ráp đuôi vuông được tìm thấy ở Angola, Cameroon, Cộng hòa Trung Phi, Cộng hòa Congo, Cộng hòa Dân chủ Congo, Bờ Biển Ngà, Guinea Xích Đạo, Gabon, Ghana, Guinea, Liberia, Nigeria, và Sierra Leone.

## Phân loài
- Psalidoprocne nitens nitens
- Psalidoprocne nitens centralis